# Bitwa pod Montiel
Bitwa pod Montiel miała miejsce 14 marca 1369 roku na półwyspie Iberyjskim. Rozegrała się w czasie I kastylijskiej wojny domowej. Do walki stanęły wojska pretendentów do korony kastylijskiej: Piotra I Okrutnego i Henryka II Trastámara. Po stronie tego pierwszego walczyły oddziały portugalskie i kastylijskie, zaś po przeciwnej francuskie, pod dowództwem Bertranda du Guesclin i kastylijskie. Zwycięstwo odniosły siły Henryka II Trastámara. 
Po przegranej bitwie Piotr I schronił się w zamku Montiel, który natychmiast został oblężony. Uwięziony władca próbował przekupić Bertranda du Guesclin, ale negocjacje okazały się pułapką. Piotr I został pojmany i zabity 23 marca przez swojego przyrodniego brata, Henryka II, który odtąd stał się niekwestionowanym władcą Kastylii. Był to koniec wojny domowej toczonej od 1366 roku.